# Armée révolutionnaire populaire du Nord-Est
Après l'invasion japonaise de la Mandchourie en 1931, le parti communiste chinois organise de petites unités de guérilla anti-japonaises et forme l'armée révolutionnaire populaire du Nord-Est. Celles-ci, dédiées à la révolution sociale, sont plus tard éclipsées par les armées de volontaires anti-japonaises, lesquelles sont levées en s'appuyant sur leur attrait antijaponais et patriotique.
Lorsque les premières armées de volontaires sont organisées, le parti communiste chinois se montre entièrement hostile au phénomène, au motif que leurs dirigeants finiraient fatalement par capituler. Il appuie cette idée en avancant que les dirigeants de ces armées volontaires sont payés par les Japonais et font seulement semblant de résister, dans le but de fournir un prétexte à une avancée de l'armée impériale japonaise jusqu'à la frontière soviétique. Les communistes du Nord-Est de la Chine vont jusqu'à lancer aux volontaires un appel à l'assassinat de leurs officiers et à rejoindre les communistes dans la révolution sociale.
Quelques communistes agissent néanmoins à l'opposé de cette politique et occupent des postes de dignitaires dans les forces volontaires. Ils sont particulièrement influents dans l'armée du salut national populaire de Chine, dans laquelle Li Yanlu et Zhou Baozhong sont nommés officiers de haut rang. Le parti critique d'abord sévèrement leur conduite. Cependant, les communistes se ravisent et finissent par accepter l'idée que leur politique les marginalise dans la cause antijaponaise.
En 1934, après la défaite des armées de volontaires, ces unités du parti communiste sont réorganisées en une seule armée unie anti-japonaise du Nord-Est, dont Yang Jingyu est le commandant-en-chef. Cette force poursuit la lutte contre l'opération japonaise de pacification du Mandchoukouo jusqu'à la mort de Yang en 1940.